# 米里亚尔古达
米里亚尔古达（Miryalguda），是印度安得拉邦Nalgonda县的一个城镇。总人口90247（2001年）。

## 人口
该地2001年总人口90247人，其中男性46094人，女性44153人；0—6岁人口11504人，其中男5750人，女5754人；识字率68.91%，其中男性为76.32%，女性为61.16%。